# Jacques Le Lavasseur
Jacques Le Lavasseur  est un skipper français né le 15 octobre 1861 à Bordeaux et mort vers le 8 octobre 1939. 

## Biographie
Jacques Le Lavasseur est membre de la Société nautique de Marseille. Il participe aux deux courses de classe 2-3 tonneaux de voile aux Jeux olympiques d'été de 1900, à bord du Ollé. Il remporte la médaille d'or lors de ces deux courses.
Collectionneur et spécialiste de vin et de champagne, il est vice-président des Amis des Arts dans les années 1920.
Il est décoré de la croix de guerre et fait officier de la Légion d'honneur.